# Rigny-la-Nonneuse
Rigny-la-Nonneuse település Franciaországban, Aube megyében. Lakosainak száma 158 fő (2022. január 1.). Rigny-la-Nonneuse Avant-lès-Marcilly, Avon-la-Pèze, Fay-lès-Marcilly, La Fosse-Corduan, Marigny-le-Châtel, Saint-Loup-de-Buffigny és Saint-Martin-de-Bossenay községekkel határos.

## Népesség
A település népessége az elmúlt években az alábbi módon változott:
| Lakosok száma | 87   | 90   | 96   | 134  | 152  | 169  | 171  | 161  | 156  | 158  |
|               | 1968 | 1982 | 1990 | 2006 | 2013 | 2015 | 2017 | 2019 | 2020 | 2022 |